# جون تي. بيرد
جون تي. بيرد هو محامي وسياسي أمريكي، ولد في 16 أغسطس 1829 في بلومزبري في الولايات المتحدة، وتوفي في 6 مايو 1911 في ترنتون في الولايات المتحدة. نشط حزبياً في الحزب الديمقراطي. وقد انتخب عضو مجلس النواب الأمريكي ‏.